# Luis Cervantes
Luis Roberto Cervantes Godínez (León de Los Aldama, Guanajuato, México, 9 de febrero de 2001) es un futbolista mexicano que juega como defensa en el Club León de la Primera División de México.

## Estadísticas

### Clubes
Actualizado al último partido disputado el 18 de febrero de 2024.
| Club               | Div.          | Temporada     | Liga  | Liga  | Liga   | Copas nacionales | Copas nacionales | Copas nacionales | Copas internacionales | Copas internacionales | Copas internacionales | Total | Total | Total  |
| Club               | Div.          | Temporada     | Part. | Goles | Asist. | Part.            | Goles            | Asist.           | Part.                 | Goles                 | Asist.                | Part. | Goles | Asist. |
| ------------------ | ------------- | ------------- | ----- | ----- | ------ | ---------------- | ---------------- | ---------------- | --------------------- | --------------------- | --------------------- | ----- | ----- | ------ |
| Club León · México | 1.ª           | 2022-23       | 3     | 0     | 0      | —                | —                | —                | 1                     | 0                     | 0                     | 4     | 0     | 0      |
| Club León · México | 1.ª           | 2023-24       | 8     | 0     | 0      | —                | —                | —                | 0                     | 0                     | 0                     | 8     | 0     | 0      |
| Club León · México | Total club    | Total club    | 11    | 1     | 0      | 0                | 0                | 0                | 1                     | 0                     | 0                     | 12    | 0     | 0      |
| Total carrera      | Total carrera | Total carrera | 11    | 1     | 0      | 0                | 0                | 0                | 1                     | 0                     | 0                     | 12    | 0     | 0      |